# باول إي. غريفيثز
باول إي. غريفيثز (بالإنجليزية: Paul E. Griffiths)‏ هو فيلسوف أسترالي، ولد في 1962.